# Gagea tisoniana
Espèce
Gagea tisoniana est une espèce de plantes à bulbe du genre des gagées et de la famille des Liliacées.
Elle est endémique des montagnes calcaires du centre de l'Italie, du côté de la mer Tyrrhénienne, dans le Latium, les Marches, l'Ombrie et en Toscane.
Elle a été décrite pour la première fois par des botanistes italiens en juin 2007 dans le Botanical Journal of the Linnean Society. Elle est dédiée au botaniste français Jean-Marc Tison, un spécialiste des Gagées et plus généralement des Liliacées.

## Publication
- (en) Lorenzo Peruzzi, Fabrizio Bartolucci, Flavio Frignani et Francesco Minutillo, « G. tisoniana, a new species of Gagea Salisb. section Gagea (Liliaceae) from central Italy », Botanical Journal of the Linnean Society, vol. 155, no 2,‎ 2007, p. 337-347 (DOI 10.1111/j.1095-8339.2007.00710.x, lire en ligne)